# Gertrude Aretz
Gertrude Aretz, geborene Gertrude Kuntze-Dolton (* 18. Oktober 1889 in Dresden; † Januar 1938 in Wien), war eine deutsche Historikerin.

## Leben
Gertrude Aretz beschäftigte sich insbesondere mit den Lebensläufen berühmter historischer Persönlichkeiten. 1912 erschien ihr Werk Die Frauen um Napoleon unter dem Namen Gertrude Kircheisen. Posthum erschien Berühmte Frauen der Weltgeschichte (1940), außerdem verfasste sie populärwissenschaftliche Schriften, zum Beispiel Lieselotte von der Pfalz oder Elisabeth von England. 1912 waren bereits Memoiren der Germaine de Staël erschienen. 1927 gab sie die Memoiren der Auguste Charlotte von Kielmannsegge heraus.
Gertrude Aretz war in erster Ehe mit Friedrich Max Kircheisen und in zweiter Ehe mit dem Verleger Paul Aretz verheiratet.

## Schriften
- Die Frauen um Napoleon. Paul Aretz Verlag, Zürich und Dresden 1912 (zum Teil auch unter dem Namen Gertrude Kircheisen zu finden)
- als Herausgeberin: Memoiren der Frau von Staël. Morawe & Scheffelt, Berlin 1912.
- Napoleon und die Seinen. 2 Bände, Verlag Georg Müller, München 1914 und 1922.
- Liselotte von der Pfalz. Julius Hoffmann, Stuttgart 1921.
- Ludwig der Vierzehnte. Aretz Verlag, Dresden 1927. (Übertragung aus dem Franz.)
- als Herausgeberin: Memoiren der Gräfin Kielmannsegge über Napoleon I. Aretz Verlag, Dresden 1927.
- Königin Luise. Karl Voegels Verlag, 1928. (Projekt Gutenberg)
- Eduard VII. Der Prinz von Wales. Aretz Verlag, Dresden 1928. (Übertragung aus dem Engl.)
- Die elegante Frau. Eine Sittenschilderung vom Rokoko bis zur Gegenwart. Leipzig 1929; Nachdruck: Severus, Hamburg 2012, ISBN 978-3-86347-329-7.
- Die Marquise von Pompadour. Bernina-Verlag, Wien 1936.
- Napoleon – Mein Leben und Werk. Schriften, Briefe, Proklamationen, Bulletins, aus dem Gesamtwerk ausgewählt und hrsg. von Paul und Gertrude Aretz, Berlin Deutsche Buchgemeinschaft, 1936.
- Kaiserin Katharina II. Zürich. Nachdruck: Severus, Hamburg 2012, ISBN 978-3-86347-330-3.